# Bernt Mårtensson
Johan Bernt August Mårtensson, född 12 maj 1927 i Houtskär, är en finländsk författare. 
Mårtensson som hela sitt liv haft Houtskär som sin fasta punkt, har varit jordbrukare, varit verksam inom evangelisk-lutherska kyrkan och framför allt som författare, där en personlig, meditativ religiositet träder fram. Han var bland annat ungdomssekreterare i Kyrkans ungdom 1955–1960, resetalare i Finlands missionssällskap 1973–1976 och förbundssekreterare i Församlingsförbundet inom Borgå stift 1980–1987. 
Mårtensson har utgett drygt tiotalet böcker, både poesi, prosa och historiker; han debuterade 1957 med diktsamlingen Blott jordens himmel. Från 1980-talet utgav han ett antal meditationsböcker, bland annat Tänk i en kyrkbänk 1986. Under 1990-talet redigerade han och medverkade i den tvådelade historiken över Houtskär, En bok om Houtskär (I, 1997; II, 2000) samt utgav 2007 studien Midsommarstänger i Houtskär under 100 år. Han har även framträtt i offentligheten som försvarare av skärgårdsbefolkningens livsbetingelser.